# Humuya
Humuya – gmina (municipio) w środkowym Hondurasie, w departamencie Comayagua. W 2010 roku zamieszkana była przez ok. 1,4 tys. mieszkańców. Siedzibą administracyjną jest Humuya.

## Położenie
Gmina położona jest w południowej części departamentu. Graniczy z 4 gminami:
- La Paz i Cane od północy,
- San Sebastián od wschodu i zachodu,
- Lamaní od południa.

## Demografia
Według danych honduraskiego Narodowego Instytutu Statystycznego na rok 2010 struktura wiekowa i płciowa ludności w gminie przedstawiała się następująco:
| Wiek      | 0–3 | 4–6 | 7–12 | 13–17 | 18–24 | 25–64 | 65+ | razem |
| Humuya    | 142 | 86  | 196  | 155   | 188   | 509   | 75  | 1 351 |
| Mężczyźni | 73  | 42  | 90   | 77    | 97    | 253   | 30  | 662   |
| Kobiety   | 69  | 44  | 106  | 78    | 91    | 256   | 45  | 689   |